# Академия изобразительных искусств (Нюрнберг)
Нюрнбергская Академия изобразительных искусств (нем. Akademie der Bildenden Künste Nürnberg) — старейшая художественная академия Германии.

## История
Нюрнбергская «Академия живописцев» (Maler-Akademie) была основана в 1662 году членом городского совета Йоахимом Нютцель фон Зюндербюлем, живописцем и гравёром Якобом фон Зандрартом и архитектором Элиасом фон Геделером. Первые занятия новой художественной школы проходили в доме фон Зандрарта. В 1664 году академию возглавил Иоахим фон Зандрарт, который также активно занимался изданием академических сочинений, эту работу продолжили его племянник и наследники.
В 1674 году академия переехала в здание бывшего францисканского монастыря, а в 1699 году в помещения монастыря святой Катарины. В это же время принимается решение о начале финансирования академии за счет городского бюджета.
В 1716 году директор Иоганн Прейслер основывает бесплатную художественную школу для детей ремесленников, ставшую через два года частью академии.

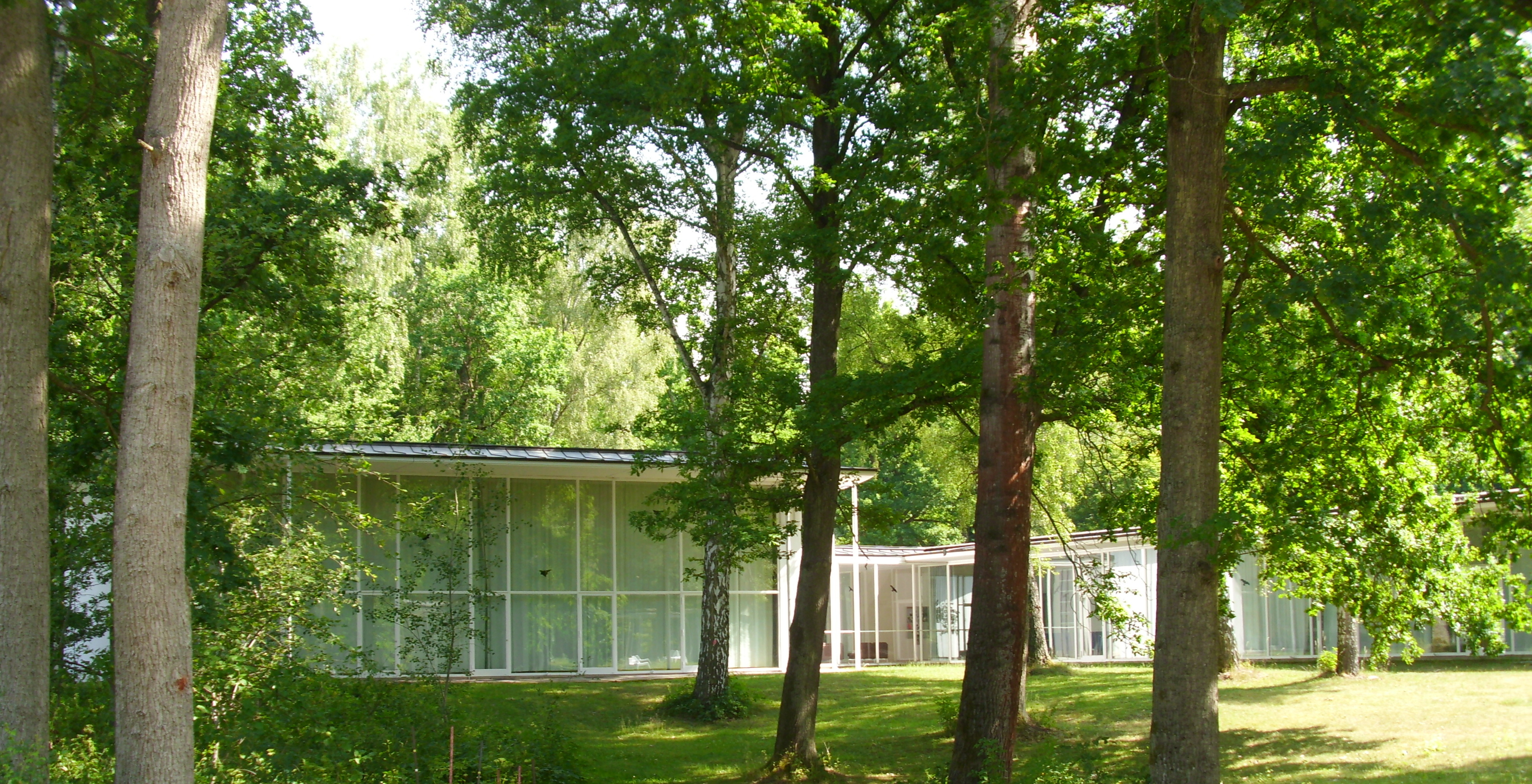
Здания Нюрнбергской Академии искусств на Бингштрассе

В начале XIX века академия переходит под государственное попечительство Королевства Баварии и с 1820 года именуется как «Королевская художественная школа». В 1818 году она была перенесена на территорию Нюрнбергской крепости, затем с 1835 располагалась в Ландауерском Доме двенадцати братьев и в 1897 году переехала в построенное специально для академии здание на Флашенхофштрассе.
В 1833 году Людвиг I понизил статус академии до школы художественного ремесла, что было связано с реализацией идеи «в Нюрнберге производство, а в Мюнхене искусство». Основным центром развития живописи, скульптуры и архитектуры в Баварии становится Мюнхенская академия художеств.
Вернуть статус академии удалось лишь в 1940 году, полное название стало звучать как «Академия изобразительных искусств города Имперских партийных съездов Нюрнберга». В 1943 году после разрушения здания на Флашенхофштрассе академия была эвакуирована в дворец-резиденцию в Эллинген.
После войны занятия проводились в Эллингене до 1954 года, когда академия смогла вернуться в Нюрнберг в построенные по проекту Зепа Руфа помещения в восточной части города на Бингштрассе. С 1985 года академия использует также помещения замка Лауф-ан-дер-Пегниц.